# Skilanglauf-Slavic-Cup 2016/17
Der Skilanglauf-Slavic-Cup 2016/17 war eine von der FIS organisierte Wettkampfserie, die zum Unterbau des Skilanglauf-Weltcups 2016/17 gehörte. Sie begann am 16. Dezember 2016 in Štrbské Pleso und endete am 12. März 2017 in Harrachov. Die Gesamtwertung der Männer gewann der Tscheche Adam Fellner und bei den Frauen die Polin Urszula Łętocha.

## Männer

### Resultate
| 1. Slavic-Cup in Štrbské Pleso, 16. bis 18. Dezember 2016 | 1. Slavic-Cup in Štrbské Pleso, 16. bis 18. Dezember 2016 | 1. Slavic-Cup in Štrbské Pleso, 16. bis 18. Dezember 2016 | 1. Slavic-Cup in Štrbské Pleso, 16. bis 18. Dezember 2016 | 1. Slavic-Cup in Štrbské Pleso, 16. bis 18. Dezember 2016 |
| --------------------------------------------------------- | --------------------------------------------------------- | --------------------------------------------------------- | --------------------------------------------------------- | --------------------------------------------------------- |
| Datum                                                     | Disziplin                                                 | Erster Platz                                              | Zweiter Platz                                             | Dritter Platz                                             |
| 16. Dezember 2016                                         | Sprint klassisch                                          | Aljaksandr Woranau                                        | Maciej Staręga                                            | Michail Kuklin                                            |
| 17. Dezember 2016                                         | Sprint Freistil                                           | Jan Bartoň                                                | Aljaksandr Woranau                                        | Michail Kuklin                                            |
| 18. Dezember 2016                                         | 10 km Freistil                                            | Michail Kuklin                                            | Sjarhej Dalidowitsch                                      | Jury Astapenka                                            |

| 2. Slavic-Cup in Zakopane, 18. bis 19. Februar 2017 | 2. Slavic-Cup in Zakopane, 18. bis 19. Februar 2017 | 2. Slavic-Cup in Zakopane, 18. bis 19. Februar 2017 | 2. Slavic-Cup in Zakopane, 18. bis 19. Februar 2017 | 2. Slavic-Cup in Zakopane, 18. bis 19. Februar 2017 |
| --------------------------------------------------- | --------------------------------------------------- | --------------------------------------------------- | --------------------------------------------------- | --------------------------------------------------- |
| Datum                                               | Disziplin                                           | Erster Platz                                        | Zweiter Platz                                       | Dritter Platz                                       |
| 18. Februar 2017                                    | 10 km klassisch                                     | Andrej Segeč                                        | Andrzej Pradziad                                    | Miroslav Šulek                                      |
| 19. Februar 2017                                    | 15 km Freistil                                      | Andrzej Pradziad                                    | Kacper Antolec                                      | Mateusz Chowaniak                                   |

| 3. Slavic-Cup in Jablonec nad Nisou, 24. bis 26. Februar 2017 | 3. Slavic-Cup in Jablonec nad Nisou, 24. bis 26. Februar 2017 | 3. Slavic-Cup in Jablonec nad Nisou, 24. bis 26. Februar 2017 | 3. Slavic-Cup in Jablonec nad Nisou, 24. bis 26. Februar 2017 | 3. Slavic-Cup in Jablonec nad Nisou, 24. bis 26. Februar 2017 |
| ------------------------------------------------------------- | ------------------------------------------------------------- | ------------------------------------------------------------- | ------------------------------------------------------------- | ------------------------------------------------------------- |
| Datum                                                         | Disziplin                                                     | Erster Platz                                                  | Zweiter Platz                                                 | Dritter Platz                                                 |
| 24. Februar 2017                                              | 3 km Freistil                                                 | Dušan Kožíšek                                                 | Jakub Antos                                                   | Ludek Seller                                                  |
| 25. Februar 2017                                              | 10 km klassisch                                               | Ludek Seller                                                  | Jakub Antos                                                   | Adam Fellner                                                  |
| 26. Februar 2017                                              | 10 km Freistil Verfolgung                                     | Adam Fellner                                                  | Dušan Kožíšek                                                 | Jakub Antos                                                   |

| 4. Slavic-Cup in Harrachov, 11. bis 12. März 2017 | 4. Slavic-Cup in Harrachov, 11. bis 12. März 2017 | 4. Slavic-Cup in Harrachov, 11. bis 12. März 2017 | 4. Slavic-Cup in Harrachov, 11. bis 12. März 2017 | 4. Slavic-Cup in Harrachov, 11. bis 12. März 2017 |
| ------------------------------------------------- | ------------------------------------------------- | ------------------------------------------------- | ------------------------------------------------- | ------------------------------------------------- |
| Datum                                             | Disziplin                                         | Erster Platz                                      | Zweiter Platz                                     | Dritter Platz                                     |
| 11. März 2017                                     | Sprint klassisch                                  | Michal Novák                                      | Miroslav Rypl                                     | Dušan Kožíšek                                     |
| 12. März 2017                                     | 15 km Freistil Massenstart                        | Martin Jakš                                       | Dušan Kožíšek                                     | Petr Knop                                         |

### Gesamtwertung Männer
| Rang | Name               | Punkte |
| ---- | ------------------ | ------ |
| 01.  | Adam Fellner       | 400    |
| 02.  | Dušan Kožíšek      | 384    |
| 03.  | Jonáš Bešťák       | 310    |
| 04.  | Ludek Seller       | 302    |
| 05.  | Jakub Antos        | 268    |
| 06.  | Kacper Antolec     | 234    |
| 07.  | Michail Kuklin     | 220    |
| 08.  | Andrzej Pradziad   | 216    |
| 09.  | Aljaksandr Woranau | 198    |
| 10.  | Kamil Bury         | 188    |

| Rang | Name           | Punkte |
| ---- | -------------- | ------ |
| 011. | Miroslav Rypl  | 181    |
| 012. | Andrej Segeč   | 180    |
| 013. | Tomas Kalivoda | 176    |
| 014. | Martin Svarc   | 170    |
| 015. | Ondrej Dudek   | 168    |
| 016. | Miroslav Šulek | 157    |
| 017. | Jan Bartoň     | 150    |
| 017. | Martin Jakš    | 150    |
| 017. | Michal Novák   | 150    |
| 020. | Jiri Manek     | 139    |

| Rang | Name                 | Punkte |
| ---- | -------------------- | ------ |
| 021. | Paweł Klisz          | 127    |
| 022. | Jan Pechoušek        | 124    |
| 023. | Ondrej Tuka          | 114    |
| 024. | Bartlomiej Rucki     | 106    |
| 025. | Mateusz Chowaniak    | 105    |
| 026. | Sjarhej Dalidowitsch | 102    |
| 026. | Adam Matous          | 102    |
| 028. | Jury Astapenka       | 100    |
| 028. | Yordan Chuchuganov   | 100    |
| 030. | Maciej Staręga       | 90     |

## Frauen

### Resultate
| 1. Slavic-Cup in Štrbské Pleso, 16. bis 18. Dezember 2016 | 1. Slavic-Cup in Štrbské Pleso, 16. bis 18. Dezember 2016 | 1. Slavic-Cup in Štrbské Pleso, 16. bis 18. Dezember 2016 | 1. Slavic-Cup in Štrbské Pleso, 16. bis 18. Dezember 2016 | 1. Slavic-Cup in Štrbské Pleso, 16. bis 18. Dezember 2016 |
| --------------------------------------------------------- | --------------------------------------------------------- | --------------------------------------------------------- | --------------------------------------------------------- | --------------------------------------------------------- |
| Datum                                                     | Disziplin                                                 | Erster Platz                                              | Zweiter Platz                                             | Dritter Platz                                             |
| 16. Dezember 2016                                         | Sprint klassisch                                          | Alena Procházková                                         | Nastassja Kirylawa                                        | Urszula Letocha                                           |
| 17. Dezember 2016                                         | Sprint Freistil                                           | Alena Procházková                                         | Nastassja Kirylawa                                        | Urszula Letocha                                           |
| 18. Dezember 2016                                         | 7,5 km Freistil                                           | Alena Procházková                                         | Walentyna Schewtschenko                                   | Tetjana Antypenko                                         |

| 2. Slavic-Cup in Zakopane, 18. bis 19. Februar 2017 | 2. Slavic-Cup in Zakopane, 18. bis 19. Februar 2017 | 2. Slavic-Cup in Zakopane, 18. bis 19. Februar 2017 | 2. Slavic-Cup in Zakopane, 18. bis 19. Februar 2017 | 2. Slavic-Cup in Zakopane, 18. bis 19. Februar 2017 |
| --------------------------------------------------- | --------------------------------------------------- | --------------------------------------------------- | --------------------------------------------------- | --------------------------------------------------- |
| Datum                                               | Disziplin                                           | Erster Platz                                        | Zweiter Platz                                       | Dritter Platz                                       |
| 18. Februar 2017                                    | 5 km klassisch                                      | Urszula Letocha                                     | Klaudia Kołodziej                                   | Izabela Marcisz                                     |
| 19. Februar 2017                                    | 10 km Freistil                                      | Urszula Letocha                                     | Eva Segecová                                        | Andżelika Szyszka                                   |

| 3. Slavic-Cup in Jablonec nad Nisou, 24. bis 26. Februar 2017 | 3. Slavic-Cup in Jablonec nad Nisou, 24. bis 26. Februar 2017 | 3. Slavic-Cup in Jablonec nad Nisou, 24. bis 26. Februar 2017 | 3. Slavic-Cup in Jablonec nad Nisou, 24. bis 26. Februar 2017 | 3. Slavic-Cup in Jablonec nad Nisou, 24. bis 26. Februar 2017 |
| ------------------------------------------------------------- | ------------------------------------------------------------- | ------------------------------------------------------------- | ------------------------------------------------------------- | ------------------------------------------------------------- |
| Datum                                                         | Disziplin                                                     | Erster Platz                                                  | Zweiter Platz                                                 | Dritter Platz                                                 |
| 24. Februar 2017                                              | 2 km Freistil                                                 | Zuzana Stanková                                               | Anna Sixtová                                                  | Urszula Letocha                                               |
| 25. Februar 2017                                              | 5 km klassisch                                                | Urszula Letocha                                               | Anna Sixtová                                                  | Tereza Tvaruzková                                             |
| 26. Februar 2017                                              | 5 km Freistil Verfolgung                                      | Anna Sixtová                                                  | Zuzana Stanková                                               | Urszula Letocha                                               |

| 4. Slavic-Cup in Harrachov, 11. bis 12. März 2017 | 4. Slavic-Cup in Harrachov, 11. bis 12. März 2017 | 4. Slavic-Cup in Harrachov, 11. bis 12. März 2017 | 4. Slavic-Cup in Harrachov, 11. bis 12. März 2017 | 4. Slavic-Cup in Harrachov, 11. bis 12. März 2017 |
| ------------------------------------------------- | ------------------------------------------------- | ------------------------------------------------- | ------------------------------------------------- | ------------------------------------------------- |
| Datum                                             | Disziplin                                         | Erster Platz                                      | Zweiter Platz                                     | Dritter Platz                                     |
| 11. März 2017                                     | Sprint klassisch                                  | Karolína Grohová                                  | Urszula Letocha                                   | Kateřina Razýmová                                 |
| 12. März 2017                                     | 10 km Freistil Massenstart                        | Kateřina Razýmová                                 | Karolína Grohová                                  | Sandra Schützová                                  |

### Gesamtwertung Frauen
| Rang | Name              | Punkte |
| ---- | ----------------- | ------ |
| 01.  | Urszula Letocha   | 689    |
| 02.  | Anna Sixtová      | 374    |
| 03.  | Eva Kubisová      | 364    |
| 04.  | Zuzana Stanková   | 335    |
| 05.  | Alena Procházková | 300    |
| 06.  | Klaudia Kołodziej | 259    |
| 07.  | Tereza Beranová   | 241    |
| 08.  | Eliska Krcková    | 225    |
| 09.  | Tereza Tvaruzková | 194    |
| 10.  | Karolína Grohová  | 180    |

| Rang | Name               | Punkte |
| ---- | ------------------ | ------ |
| 010. | Nastassja Kirylawa | 180    |
| 012. | Katerina Mondlová  | 168    |
| 013. | Andżelika Szyszka  | 163    |
| 014. | Kateřina Razýmová  | 160    |
| 015. | Katarzyna Stokfisz | 144    |
| 015. | Katerina Hynčicová | 144    |
| 017. | Magdalena Zizková  | 141    |
| 018. | Justyna Pradziad   | 130    |
| 019. | Tereza Hujerová    | 122    |
| 020. | Izabela Marcisz    | 118    |

| Rang | Name                    | Punkte |
| ---- | ----------------------- | ------ |
| 021. | Aneta Smerciaková       | 112    |
| 022. | Sandra Schützová        | 110    |
| 023. | Weronika Kaleta         | 105    |
| 024. | Kornelia Kubinska       | 100    |
| 024. | Jaqueline Mourão        | 100    |
| 026. | Barbara Kocianová       | 95     |
| 027. | Walentyna Schewtschenko | 86     |
| 028. | Ewelina Marcisz         | 85     |
| 029. | Martyna Galewicz        | 85     |
| 030. | Monika Pokorna          | 80     |